# Cuca Escribano
 (août 2023).
La mise en forme du texte ne suit pas les recommandations de Wikipédia : il faut le « wikifier ».
Les points d'amélioration suivants sont les cas les plus fréquents. Le détail des points à revoir est peut-être précisé sur la page de discussion.
- Les titres sont pré-formatés par le logiciel. Ils ne sont ni en capitales, ni en gras.
- Le texte ne doit pas être écrit en capitales (les noms de famille non plus), ni en gras, ni en italique, ni en « petit »…
- Le gras n'est utilisé que pour surligner le titre de l'article dans l'introduction, une seule fois.
- L'italique est rarement utilisé : mots en langue étrangère, titres d'œuvres, noms de bateaux, etc.
- Les citations ne sont pas en italique mais en corps de texte normal. Elles sont entourées par des guillemets français : « et ».
- Les listes à puces sont à éviter, des paragraphes rédigés étant largement préférés. Les tableaux sont à réserver à la présentation de données structurées (résultats, etc.).
- Les appels de note de bas de page (petits chiffres en exposant, introduits par l'outil «  Source ») sont à placer entre la fin de phrase et le point final[comme ça].
- Les liens internes (vers d'autres articles de Wikipédia) sont à choisir avec parcimonie. Créez des liens vers des articles approfondissant le sujet. Les termes génériques sans rapport avec le sujet sont à éviter, ainsi que les répétitions de liens vers un même terme.
- Les liens externes sont à placer uniquement dans une section « Liens externes », à la fin de l'article. Ces liens sont à choisir avec parcimonie suivant les règles définies. Si un lien sert de source à l'article, son insertion dans le texte est à faire par les notes de bas de page.
- La présentation des références doit suivre les conventions bibliographiques. Il est recommandé d'utiliser les modèles {{Ouvrage}}, {{Chapitre}}, {{Article}}, {{Lien web}} et/ou {{Bibliographie}}. Le mode d'édition visuel peut mettre en forme automatiquement les références.
- Insérer une infobox (cadre d'informations à droite) n'est pas obligatoire pour parachever la mise en page.

Pour une aide détaillée, merci de consulter Aide:Wikification.
Si vous pensez que ces points ont été résolus, vous pouvez retirer ce bandeau et améliorer la mise en forme d'un autre article.
Antonia Escribano García-Conde (Madrid, 1973), plus connue sous le nom de Cuca Escribano, est une actrice espagnole dont le travail a été récompensé à plusieurs reprises.
D'une mère asturienne et d'un père sévillan. Son enfance et son adolescence se sont déroulées en Andalousie, notamment à Utrera et à Séville.

## Ses débuts
Pendant son enfance, Cuca Escribano a participé à des pièces de théâtre à l'école, mais c'est à l'Institut du théâtre de Séville qu'elle a développé sa vocation, recevant une formation complète dans de multiples disciplines telles que l'art dramatique, le chant, la musique et la danse. Au cours de ces années, elle a eu des professeurs de l'envergure de Carlos Gandolfo et Pierre Byland.
Elle fait ses premiers pas professionnels au Centre andalou du théâtre, où elle joue dans des pièces de Shakespeare et de Federico García Lorca, ainsi qu'au sein de la compagnie théâtrale Los Ulen. Elle a également participé aux spectacles de l'Expo92 à Séville.

## Carrière artistique

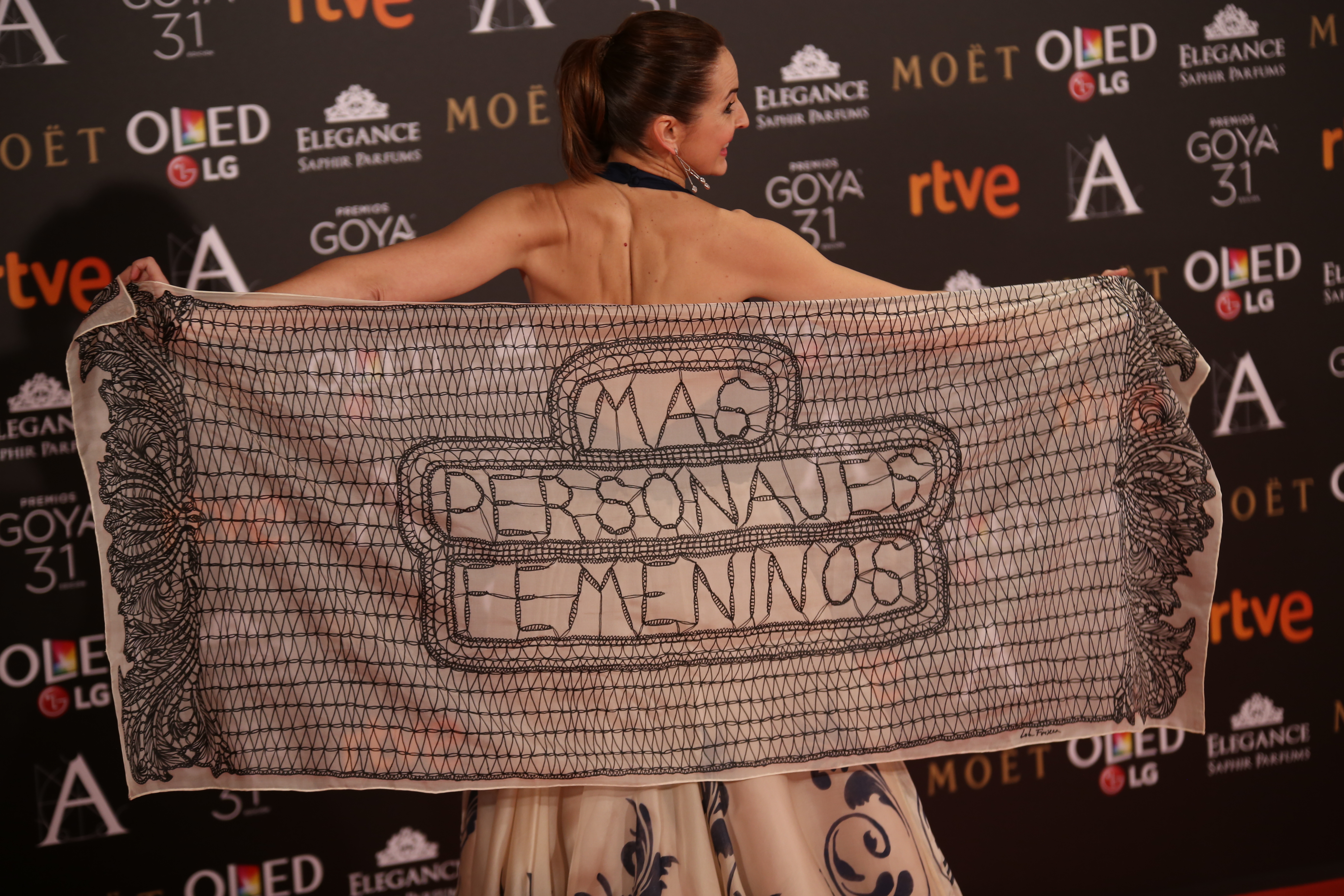
Cuca Escribano aux Prix Goya 2017

La majeure partie de la carrière artistique de Cuca Escribano s'est déroulée en Espagne, mais elle a également participé à des productions latino-américaines.
Tout au long de sa carrière, elle a travaillé avec d'importants réalisateurs tels qu'Antonio Banderas, Jaime de Armiñán, Gerardo Herrero et Azucena Rodríguez.
En 1998, Cuca Escribano a joué dans les séries télévisées Plaza Alta et Arrayán, pour lesquelles elle a tourné plus de mille épisodes. Quatre ans plus tard, avec le film Poniente de la réalisatrice Chus Gutiérrez, elle a l'occasion de jouer son premier rôle principal, aux côtés de José Coronado et Antonio de la Torre. Son interprétation lui vaut les éloges de la critique et plusieurs prix.
Parmi les autres performances cinématographiques mémorables de cette actrice espagnole, citons Maribel dans Los aires difíciles et Fina dans El camino de los ingleses (Summer Rain), sous la direction d'Antonio Banderas.
Elle fait son entrée dans le cinéma latino-américain en 2004 en jouant dans Caribe, aux côtés de Jorge Perugorría, réalisé par le Costaricain Esteban Ramírez. En 2009, elle se rend à Cuba pour participer au tournage du film Afinidades, réalisé par Jorge Perugorría et Vladimir Cruz, dont on se souvient des prestations dans Fresa y chocolate.
Entre 2008 et 2009, Cuca Escribano a combiné le tournage de la série à succès Sin tetas no hay paraíso avec la première et la tournée de la pièce Gatas, mise en scène par Manuel González Gil, et avec des collaborations dans des films tels que Retorno a Hansala et Amores locos, aux côtés d'Eduard Fernández.
Au milieu de l'année 2010, l'actrice a joué dans la série La reina del sur (La Reine du sud), basée sur le roman du même nom d'Arturo Pérez-Reverte.
Fin 2015, elle rejoint le casting de la série Acacias 38 sur La 1, jouant le personnage de 'Doña Lourdes de Palacios'. En 2016, elle quitte la série après 57 épisodes.

## Filmographie

### Cinéma
| Année | Titre (original)           | Titre (traduction)          | Rôle                      | Réalisation                      |
| ----- | -------------------------- | --------------------------- | ------------------------- | -------------------------------- |
| 1998  | Yerma                      | Yerma                       | Accompagnatrice de prière | Pilar Távora                     |
| 1999  | Solas                      | Seules                      |                           | Benito Zambrano                  |
| 2001  | Amar y morir en Sevilla    | Aimer et mourir à Séville   | Doña Ana                  | Víctor Alcázar                   |
| 2002  | Poniente                   | Ouest                       | Lucía                     | Chus Gutiérrez                   |
| 2004  | Caribe                     | Caraïbes                    | Abigail                   | Esteban Ramírez                  |
| 2004  | Recambios                  | Pièces détachées            | Ángela                    | Manu Fernández                   |
| 2006  | El camino de los ingleses  | Summer Rain                 | Fina                      | Antonio Banderas                 |
| 2006  | Faltas leves               | Infractions mineures        | Lola                      | Octavio Massia                   |
| 2006  | Los aires difíciles        | Des airs difficiles         | Maribel                   | Gerardo Herrero                  |
| 2007  | Una mujer invisible        | Une femme invisible         | Actrice                   | Gerardo Herrero                  |
| 2007  | Atlas de geografía humana  | Atlas de géographie humaine | Ana                       | Azucena Rodríguez                |
| 2008  | Retorno a Hansala          | Retour à Hansala            | Carmen                    | Chus Gutiérrez                   |
| 2008  | 14, Fabian Road            | 14, Fabian Road             | Fernanda Segovia          | Jaime de Armiñán                 |
| 2009  | Amores locos               | Amours fous                 |                           | Beda Docampo Feijóo              |
| 2010  | Afinidades                 | Affinités                   | Cristina                  | Jorge Perugorría y Vladimir Cruz |
| 2014  | La ignorancia de la sangre | L'ignorance du sang         | Cristina Ferrera          | Manuel Gómez Pereira             |
| 2014  | Los tontos y los estúpidos | Imbéciles et fous           | Paula                     | Roberto Castón                   |
| 2014  | 321 días en Michigan       | 321 jours dans le Michigan  | Doña Amalia               | Enrique García                   |
| 2014  | Carmina y amén             | Carmina !                   | Femme de l'enterrement    | Paco León                        |
| 2015  | Solo química               | Uniquement la chimie        | Fille 1                   | Alfonso Albacete                 |
| 2016  | La isla                    | L'île                       | María                     | Ahmed Boulane                    |

### Courts métrages
| Année | Titre (original)                               | Titre (traduction)                                                              | Rôle              | Réalisation               |
| ----- | ---------------------------------------------- | ------------------------------------------------------------------------------- | ----------------- | ------------------------- |
| 1994  | Siempre que pasa lo mismo ocurre algo parecido | Chaque fois que la même chose se produit, quelque chose de similaire se produit |                   | Javier Gil                |
| 1995  | Alta manera                                    | Voie rapide                                                                     | Vierge            | Remedios Crespo           |
| 1998  | El agua hilvanada                              | Eau filetée                                                                     |                   | Remedios Crespo           |
| 2000  | En malas compañías                             | En mauvaise compagnie                                                           | Antonio Hens      |                           |
| 2005  | Contratiempos                                  | Marges de recul                                                                 | Voix du répondeur | Antonio Gómez-Olea        |
| 2007  | El pan nuestro                                 | Notre pain                                                                      |                   | Aitor Merino              |
| 2011  | Agua pasada                                    | De l'eau a coulé sous les ponts                                                 | Agnès Guilbault   |                           |
| 2013  | Subterráneo                                    | Sous terre                                                                      | Susana            | Miguel Ángel Carmona      |
| 2014  | Ángeles rotos                                  | Anges brisés                                                                    | Juana             | Lia Chapman               |
| 2014  | Flexibility                                    | Flexibilité                                                                     |                   | Remedios Crespo           |
| 2014  | Pelucas                                        | Perruques                                                                       | Silvia            | José Manuel Serrano Cueto |
| 2015  | Gazpacho                                       | Gazpacho                                                                        |                   | Samuel Salazar            |

### Télévision
| Année           | Titre (original)                    | Titre (traduction)                        | Rôle                   | Chaîne    | Nombre d'épisodes |
| --------------- | ----------------------------------- | ----------------------------------------- | ---------------------- | --------- | ----------------- |
| 1998            | Todos los hombres sois iguales      | Les hommes, vous êtes bien tous les mêmes |                        | Telecinco | 1                 |
| 1998            | Al salir de clase                   | Après l'école                             | Patricia               | Telecinco | 2                 |
| 2001            | Periodistas                         | Journalistes                              |                        | Telecinco | 1                 |
| 2001            | Arrayán                             | Myrte                                     | Teresa del Valle       | Canal Sur | 1                 |
| 2002            | Policías, en el corazón de la calle | Police, au cœur de la rue                 |                        | Antena 3  | 1                 |
| 2002            | Hospital Central                    | Hôpital Central                           | Raquel                 | Telecinco | 1                 |
| 2002            | El comisario                        | Le comissaire                             |                        | Telecinco | 1                 |
| 2003            | Código Fuego                        | Code incendie                             | Amaya                  | Antena 3  | 6                 |
| 2004            | El inquilino                        | Le locataire                              | Paula                  | Antena 3  | 13                |
| 2006            | Estudio 1                           | Étude 1                                   | Lucila Marty           | La 1      | 1                 |
| 2008 - 2009     | Sin tetas no hay paraíso            | Pas de seins, pas de paradis              | Fina Ruiz              | Telecinco | 28                |
| 2011 - presente | La Reina del Sur                    | La Reine du sud                           | Sheila                 | Telemundo | 54                |
| 2011 - 2012     | El secreto de Puente Viejo          | Le Secret                                 | Doña Águeda de Mesía   | Antena 3  | 111               |
| 2013            | Luna, el misterio de Calenda        | Luna, le mystère de Calenda               | Mère de Ricky          | Antena 3  | 1                 |
| 2014            | Velvet                              | Velours                                   | Lydia Cano             | Antena 3  | 1                 |
| 2015            | Olmos y Robles                      | Ormes et chênes                           | Lola Portillo          | La 1      | 1                 |
| 2016            | Acacias 38                          | Acacias 38                                | Lourdes de Palacios    | La 1      | 57                |
| 2017            | Tiempos de guerra                   | Temps de guerre                           | Reine Victoire Eugénie | Antena 3  | 6                 |
| 2017            | El Ministerio del tiempo            | Le Ministère du Temps                     | Mme Daylon             | La 1      | 1                 |
| 2019            | Malaka                              | Malaka                                    | Olga de la Cova        | La 1      | 8                 |

| Année | Titre (original)           | Titre (traduction)        |
| ----- | -------------------------- | ------------------------- |
| 1993  | Margot y el diablo         | Margot et le diable       |
| 1995  | Doña María Coronel         | Doña María Coronel        |
| 1996  | El Séneca                  | El Séneca                 |
| 1998  | Plaza alta                 | Place supérieure          |
| 2001  | Pasión adolescente         | La passion adolescente    |
| 2007  | Las cuatro vidas de Carlos | Les quatre vies de Carlos |
| 2009  | Asunto Reiner              | Affaire Reiner            |
| 2011  | Lo que ha llovido          | Ce qui a plu              |

### Théâtre
| Année | Titre (original)                         | Titre (traduction)                       | Réalisation           |
| ----- | ---------------------------------------- | ---------------------------------------- | --------------------- |
| 1989  | Nit de Nits (création de Els Comediants) | Nit de Nits (création de Els Comediants) |                       |
| 1990  | Tírate de la moto                        | Descendez du vélo                        | J. M. Rodríguez Buzón |
| 1993  | Cien años de Cante                       | Cent ans de chant                        | Pedro Bacán           |
| 1994  | Cadáveres exquisitos                     | Cadavres exquits                         | Pierre Byland         |
| 1996  | Julio César                              | Jules César                              | Daniel Suárez         |
| 1997  | Riñas son amores                         | Les querelles sont de l'amour            | Alfonso Zurro         |
| 2008  | Gatas                                    | Chats                                    | Manuel González Gil   |

### Clips vidéos
- Sin saber porqué (Sans savoir pourquoi), de Vanesa Martín (2014)

## Récompenses
| Compétition                                                                      | Catégorie                                  | Œuvre                     | Année |
| -------------------------------------------------------------------------------- | ------------------------------------------ | ------------------------- | ----- |
| Cinefosc - Festival du court métrage de Monistrol de Montserrat                  | Meilleure actrice                          | Subterráneo               | 2014  |
| Concours de courts métrages Daimiel                                              | Mention spéciale pour la meilleure actrice | Subterráneo               | 2014  |
| Festival d'Alicante                                                              | Meilleure actrice                          | Asunto Reiner             | 2010  |
| Festival international de courts métrages et de cinéma alternatif de Benalmádena | Meilleure interprétation féminine          | Atlas de geografía humana | 2007  |
| Festival du film de Toulouse                                                     | Meilleure actrice                          | Atlas de geografía humana | 2007  |
| Festival du court métrage de Madrid - Plateforme des nouveaux réalisateurs       | Meilleure interprétation féminine          | El pan nuestro            | 2007  |
| Prix Asecan                                                                      | Meilleure actrice                          | Poniente                  | 2003  |
| Prix Cartelera Turia                                                             | Meilleure actrice                          | Poniente                  | 2003  |
| Gala de remise des médailles du Cercle des scénaristes de cinéma                 | Nomination meilleur révélation féminine    | Poniente                  | 2003  |

## Travail engagé
Cuca Escribano appartient au réseau "Voces", composé de personnes liées au monde de la culture et engagées dans la lutte contre la pauvreté et l'exclusion sociale des enfants. Dans le cadre de cet engagement, elle s'est rendue dans plusieurs villes d'Espagne et à l'étranger pour promouvoir et superviser les projets menés par l'organisation.